# Торрі Гаск
Торрі Гаск (англ. Torri Huske; нар. 7 грудня 2002) — американська плавчиня, срібна призерка Олімпійських ігор 2020 року, чемпіонка світу 2022 року.

## Кар'єра
Торі Гаск народилася 7 грудня 2002 року в Арлінгтоні, Вірджинія. Її мама емігруавла в США з Китаю в 1991 році. Вона привела свою доньку на секцію з плавання. Завдяки своїм успіхам у плаванні, ще у дитячому віці, вона привернула увагу тренера Евана Стайлса, який праціював у Arlington Aquatic Club. Торі Гаске не планувала професійно займатися плаванням, але помітивши свій прогрес у цьому виді спорту вона повністю зосередилася на ньому.
У 2019 році американка успішно виступила на юніорському чемпіонаті світу. Їй вдалося перемогти на дистанціях 50 та 100 метрів батерфляєм, естафетах 4×100 метрів вільним стилем та комплексом, а також змішаній естафеті 4×100 метрів комплексом. На дистанції 100 метрів вільним стилем вона виграла срібну медаль.
У 2021 році під час американського олімпійського відбору Торі в півфіналі встановила новий рекорд Америки - 55.78. Наступного дня вона перемогла у фіналі ще один раз побивши свій рекорд - 55.66. Цей час став третім найкращим в історії жіночого плавання на дистанції 100 метрів батерфляєм.
24 липня вільбувся дебют спортсменки на Олімпійських іграх. У попередніх запливах дистанції 100 метрів батерфляєм вона показала четвертий час (56.29). Наступного дня відбувся півфінал. де спортсменка проплила гірше (56.51), але з п'ятого місця зуміла кваліфікуватися у фінал. Там вона суттєво покращила свій час (55.73), але їй не вистачило лише однієї сотої секунди, щоб наздогнати австралійську спортсменку Емму Маккеон та посісти третє місце. Наступний заплив спортсменки відбувся 29 липня у рамках змішаної естафети комплексним плаванням. На своєму етапі Торі показала час 56.27, але посіла з командою лише п'яте місце. 1 серпня вона виступала у фіналі жіночої естафети комплексом. Третій етап вона проплила з часом 56.16, та зуміла стати срібною призеркою змагань. Окрім неї у складі команди були Реган Сміт, Лідія Джейкобі та Еббі Вейтцейл.

## Виступи на Олімпійських іграх
| Олімпіада  | Дисципліна                               | Час     | Місце |
| ---------- | ---------------------------------------- | ------- | ----- |
| Токіо 2020 | 100 метрів батерфляєм                    | 55.73   | 4     |
| Токіо 2020 | естафета 4x100 метрів комплексом         | 3:51.73 | 2     |
| Токіо 2020 | змішана естафета 4x100 метрів комплексом | 3:40.58 | 5     |